# Maalbeekvallei
De Maalbeekvallei is een vallei en natuurgebied in de Vlaamse gemeente Grimbergen.
De Maalbeekvallei vormt de as van de oorspronkelijke dorpsgemeenschap. De Maalbeek vloeit van zuidwest (Nationale Plantentuin in Meise) naar noordoost en mondt ten noorden van Vilvoorde in het Zeekanaal Brussel-Schelde uit. De oudste woonkernen ontwikkelden zich langs de valleirand. De abdij van Grimbergen en het dorp liggen op de hoogste plek, terwijl het Prinsendomein zich in een kleine zijdepressie nestelde. De valleibodem ligt niet hoger dan 30 meter boven zeeniveau. Het laagste punt ligt in de buurt van de Tommenmolen. Noordwaarts stijgt het terrein zachtjes naar Beigem en Humbeek toe. Zuidwaarts klimt het veel sterker in de richting van de heuvelrug die de Maalbeekvallei van de Tangebeekvallei scheidt. Daar bevindt zich het hoogste punt (67 m), vanwaar men een mooi uitzicht heeft op het dorp en zijn omgeving, maar ook op de noordrand van Brussel en de Zennevallei.
De Maalbeekwandeling (afstand 3 km) loopt door een stukje van de Maalbeekvallei. Ze vertrekt op het kerkplein van Grimbergen en volgt de Kloosterdam, een pad langs de Maalbeek. Deze weg damde vroeger de vijvers van de Abdij van Grimbergen af. De wandeling brengt de wandelaar langs de Liermolen, de Charleroyhoeve, de Tommenmolen en de Poddegemhoeve.